# Mike Weaver
Mike Weaver, född 2 maj 1978, är en kanadensisk professionell ishockeyspelare som spelar för Montreal Canadiens i NHL. Han har tidigare spelat på NHL–nivå för Atlanta Thrashers, Los Angeles Kings, Vancouver Canucks, St. Louis Blues och Florida Panthers och på lägre nivåer för Chicago Wolves och Manchester Monarchs i AHL och Michigan State Spartans i NCAA.
Weaver blev aldrig draftad av något lag.

## Statistik
| 1994–1995     | Thornhill Islanders     | MetJHL        | 47  | 8  | 21 | 29 | 138 | —  | — | — | —  | —  |
| 1995–1996     | Bramalea Blues          | OPJHL         | 48  | 10 | 39 | 49 | 103 | —  | — | — | —  | —  |
| 1996–1997     | Michigan State Spartans | NCAA          | 39  | 0  | 7  | 7  | 46  | —  | — | — | —  | —  |
| 1997–1998     | Michigan State Spartans | NCAA          | 44  | 4  | 22 | 26 | 68  | —  | — | — | —  | —  |
| 1998–1999     | Michigan State Spartans | NCAA          | 42  | 1  | 6  | 7  | 54  | —  | — | — | —  | —  |
| 1999–2000     | Michigan State Spartans | NCAA          | 38  | 0  | 8  | 8  | 34  | —  | — | — | —  | —  |
| 2000–2001     | Orlando Solar Bears     | IHL           | 68  | 0  | 8  | 8  | 34  | 16 | 0 | 2 | 2  | 8  |
| 2001–2002     | Atlanta Thrashers       | NHL           | 16  | 0  | 1  | 1  | 10  | —  | — | — | —  | —  |
|               | Chicago Wolves          | AHL           | 58  | 2  | 8  | 10 | 67  | 25 | 1 | 3 | 4  | 21 |
| 2002–2003     | Atlanta Thrashers       | NHL           | 40  | 0  | 5  | 20 | —   | —  | — | — | —  |    |
|               | Chicago Wolves          | AHL           | 33  | 2  | 2  | 4  | 32  | 9  | 0 | 3 | 3  | 4  |
| 2003–2004     | Atlanta Thrashers       | NHL           | 1   | 0  | 0  | 0  | —   | —  | — | — | —  |    |
|               | Chicago Wolves          | AHL           | 78  | 3  | 14 | 17 | 89  | 9  | 2 | 2 | 4  | 20 |
| 2004–2005     | Manchester Monarchs     | AHL           | 79  | 1  | 22 | 23 | 61  | 6  | 0 | 1 | 1  | 0  |
| 2005–2006     | Los Angeles Kings       | NHL           | 53  | 0  | 9  | 9  | 14  | —  | — | — | —  | —  |
| 2006–2007     | Los Angeles Kings       | NHL           | 39  | 3  | 6  | 9  | 16  | —  | — | — | —  | —  |
|               | Manchester Monarchs     | AHL           | 7   | 1  | 3  | 4  | 2   | —  | — | — | —  | —  |
| 2007–2008     | Vancouver Canucks       | NHL           | 55  | 0  | 1  | 1  | 33  | —  | — | — | —  | —  |
| 2008–2009     | St. Louis Blues         | NHL           | 58  | 0  | 7  | 7  | 12  | 4  | 0 | 0 | 0  | 0  |
| 2009–2010     | St. Louis Blues         | NHL           | 77  | 1  | 9  | 10 | 29  | —  | — | — | —  | —  |
| 2010–2011     | Florida Panthers        | NHL           | 82  | 2  | 11 | 13 | 34  | —  | — | — | —  | —  |
| 2011–2012     | Florida Panthers        | NHL           | 82  | 0  | 16 | 16 | 14  | 7  | 1 | 0 | 1  | 0  |
| 2012–2013     | Florida Panthers        | NHL           | 27  | 1  | 8  | 9  | 8   | —  | — | — | —  | —  |
| 2013–2014     | Florida Panthers        | NHL           | 55  | 0  | 6  | 6  | 23  | —  | — | — | —  | —  |
|               | Montreal Canadiens      | NHL           | —   | —  | —  | —  | —   | —  | — | — | —  | —  |
| NHL totalt    | NHL totalt              | NHL totalt    | 585 | 7  | 79 | 86 | 213 | 11 | 1 | 0 | 1  | 0  |
| AHL totalt    | AHL totalt              | AHL totalt    | 255 | 9  | 49 | 58 | 251 | 49 | 3 | 9 | 12 | 45 |
| NCAA totalt   | NCAA totalt             | NCAA totalt   | 163 | 5  | 43 | 48 | 202 | —  | — | — | —  | —  |
| IHL totalt    | IHL totalt              | IHL totalt    | 69  | 0  | 8  | 8  | 34  | 16 | 0 | 2 | 2  | 8  |
| OPJHL totalt  | OPJHL totalt            | OPJHL totalt  | 48  | 10 | 39 | 49 | 103 | —  | — | — | —  | —  |
| MetJHL totalt | MetJHL totalt           | MetJHL totalt | 47  | 8  | 21 | 29 | 138 | —  | — | — | —  | —  |